# ディシュコット島
ディシュコット島（アレウト語:Duxsxan）とは、アリューシャン列島フォックス諸島を構成する一つの島である。

## 地理
ウナラスカ島の東に位置している長さ約600mの無人島である。

## 歴史
1826年にTeben'kovによって名付けられた。